# Thomas Mohnike

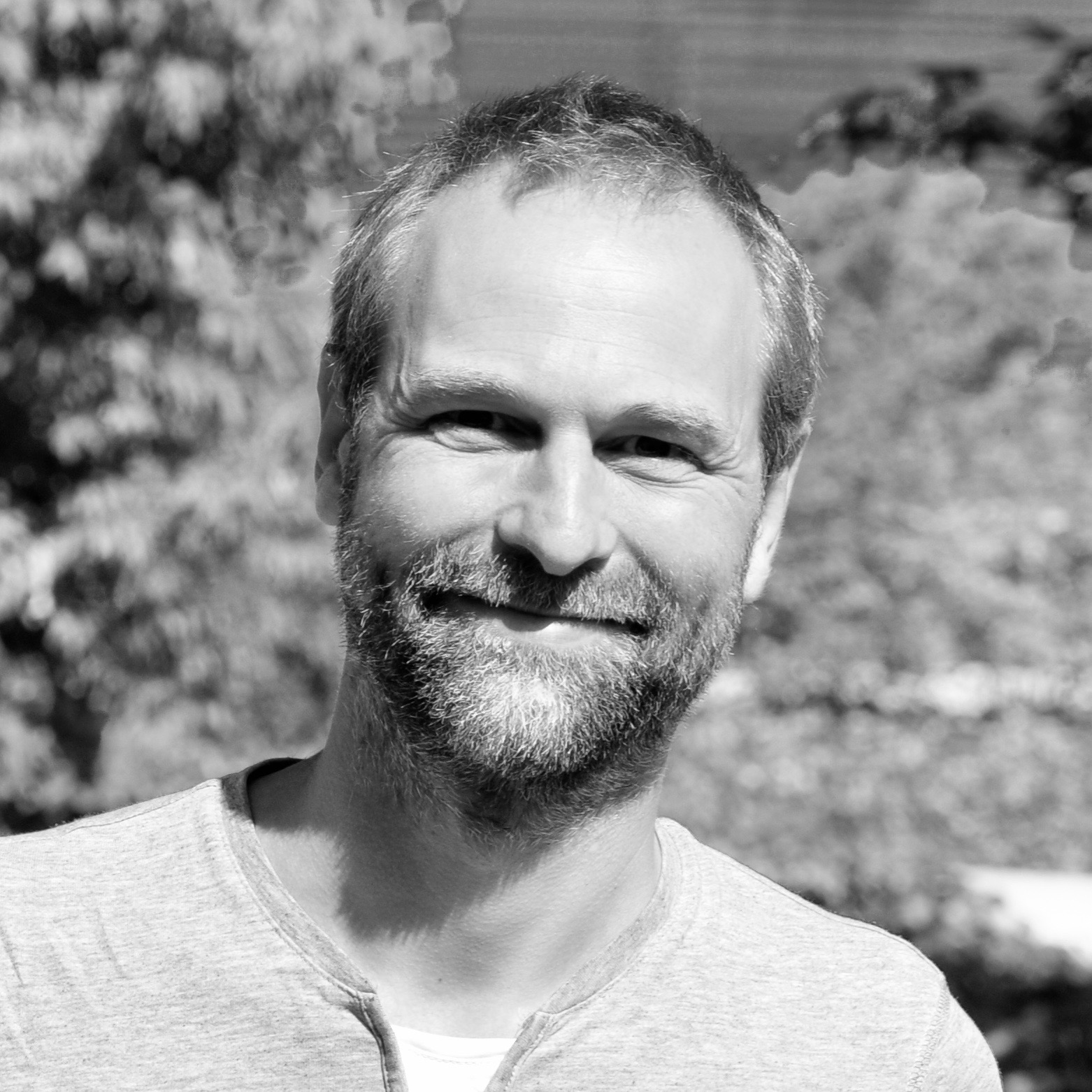
Thomas Mohnike (2019)

Thomas Mohnike (* 9. August 1974 in Ost-Berlin) ist ein deutscher Literatur- und Kulturwissenschaftler und Professor für Skandinavistik an der Université de Strasbourg.

## Leben
Mohnike wuchs in Magdeburg  auf und legte dort das Abitur ab. Ab 1993 studierte er in Charleston (South Carolina), Kiel, Uppsala und Berlin u. a. die Fächer Kunstgeschichte, Germanistik, Skandinavistik und Kulturwissenschaft. 2001 schloss er sein Magisterstudium am Nordeuropa-Institut der Humboldt-Universität zu Berlin ab. Thema seiner Magisterarbeit waren „Leerstellen barocker Repräsentation. Der Paratext in den Ausgaben von Georg Stiernhielms Hercules und sein Einfluss auf die Interpretation“. 2006 wurde Mohnike an der Universität Freiburg promoviert. Seine Dissertation behandelt „Imaginierte Geographien. Der schwedische Reisebericht der 1980er und 1990er Jahre und das Ende des kalten Krieges.“ 2015 habilitierte er sich mit einer Schrift (auf Französisch) über „Identités narratives & géographies d’appartenance. Eléments pour une théorie des formes narratives de savoir social en circulation culturelle“ (unveröffentlicht).

## Forschung und Lehre
Mohnike arbeitete als Wissenschaftlicher Mitarbeiter am Seminar für Skandinavistik der Albert-Ludwigs-Universität Freiburg (2001–2007) und der Abteilung Etudes scandinaves der Universität Straßburg (2007–2008). Als Gastforscher hielt er sich u. a. an den Universitäten Kopenhagen (2004) und Göteborg (2013) sowie dem Centre Marc Bloch in Berlin (2016–2017) auf.
Bereits 2008 übernahm Mohnike die Leitung der Abteilung für Skandinavistik an der Universität Straßburg, 2017 wurde er dort als Professor berufen. Seine Hauptarbeitsgebiete innerhalb der skandinavistischen Literatur- und Kulturwissenschaft sind die Forschungsgeschichte des eigenen Faches, skandinavische Identitätsgeschichte und imaginierte Geographien. Er hat auch zur schwedischen Gegenwartsliteratur und zur Barockliteratur geforscht.
Er ist Mitherausgeber (zusammen mit Thomas Beaufils) der Zeitschrift Deshima : Revue d’histoire globale des Pays du Nord (seit 2009), der Schriftenreihe Globalizing Fiction (zusammen mit Charlotte Krauss und Urs Urban) beim Lit Verlag (seit 2012) sowie (zusammen mit Michael Rießler und Joshua Wilbur) der Schriftenreihe Samica an der Albert-Ludwigs-Universität Freiburg (seit 2014). Seit 2013 ist Mohnike Gründungspräsident der Association pour les études nordiques, des französischen Fachverbandes für Nordeuropa-Studien.
Neben seiner Lehre und theoretischen Forschung ist Mohnike als Übersetzer aus dem Schwedischen tätig und schreibt populärwissenschaftliche Beiträge für Blogs und Zeitschriften. Zusammen mit Heide Henschel hat er 2004 ein Kinderbuch bei Kookbooks veröffentlicht. Und er ist Autor einer Patientenbroschüre für das Ullrich-Turner-Syndrom.

## Veröffentlichungen (Auswahl)

### Wissenschaft
Monographien
- 2007 Imaginierte Geographien. Der schwedischsprachige Reisebericht der 1980er und 1990er Jahre und das Ende des Kalten Krieges. Würzburg: Ergon-Verlag (Dissertation)

Herausgaben
- 2007 Faszination des Illegitimen : Alterität in Konstruktionen von Genealogie, Herkunft und Ursprünglichkeit in den skandinavischen Literaturen seit 1800. Würzburg: Ergon-Verlag (mit Constanze Gestrich)
- 2011 Auf der Suche nach dem verlorenen Epos : Ein populäres Genre der europäischen Literatur des 19. Jahrhunderts. Münster: Lit Verlag (mit Charlotte Krauss)
- 2017 Geographies of Knowledge and Imagination in 19th Century Philological Research on Northern Europe. Newcastle upon Tyne: Cambridge Scholars Publishing (mit Joachim Grage)

Artikel
- 2006 Doppelte Fremdheit : Zur Verschränkung und Konstitution von poetischer und kultureller Alterität in Alejandro Leiva Wengers „Till vår ära“ und seiner Rezeption, in: Sven Hakon Rossel (Hg.): Der Norden im Ausland – Das Ausland im Norden : Formung und Transformation von Konzepten und Bildern des Anderen vom Mittelalter bis heute. Wien: Praesens Verlag, S. 150–158
- 2006 „Bildung und Alteritätskonstitution in der jüngsten schwedischen Migrantenliteratur“, in: Behschnitt, Wolfgang; Barz, Christiane (Hg.) Bildung und Anderes : Alterität in Bildungsdikursen in den skandinavischen Literaturen. Würzburg: Ergon-Verlag, S. 201–229 (mit Wolfgang Behschnitt)
- 2010 Grands courants, grands hommes, grands récits : Structures de la géographie des nations dans l'œuvre de Georg Brandes, in: Annie Bourguignon, Konrad  Harrer, Jørgen Stender Claussen (Hg.) Grands courants d'échanges intellectuels : Georg Brandes et la France, l'Allemagne et l'Angleterre. Bern: Peter Lang, 2010, S. 37–50
- 2010 Eine im Raum verankerte Wissenschaft? Aspekte einer Geschichte der „Abteilung Germanenkunde und Skandinavistik“ der Reichsuniversität Straßburg, in: NORDEUROPAforum 1–2/2010, S. 63–86
- 2012 Géographies du savoir historique : Paul-Henri Mallet entre rêves gothiques, germaniques et celtiques, in: Eric Schnakenbourg (Hg.) Figures du Nord : Scandinavie, Groenland et Sibérie : Perceptions et représentations des espaces septentrionaux du Moyen Âge au XVIIIe siècle. Rennes: Presses universitaires de Rennes, S. 215–226
- 2013 Frédéric-Guillaume/Friedrich-Wilhelm Bergmann und die Geburt der Skandinavistik in Frankreich aus dem Geiste der vergleichenden Philologie, in: Karin Hoff, Udo Schönling, Per Øhrgaard (Hg.) Kulturelle Dreiecksbeziehungen : Aspekte der Kulturvermittlung zwischen Frankreich, Deutschland und Dänemark in der ersten Hälfte des 19. Jahrhunderts. Würzburg: Königshausen & Neumann, S. 277–297

### Kinderbuch
- 2004 Luise und das langweiligste Buch der Welt Idstein: Kookbooks. ISBN 9783937445076 (mit Heide Henschel)